# Liste des monuments historiques de Saint-Étienne
Ce tableau présente la liste de tous les monuments historiques classés ou inscrits dans la ville de Saint-Étienne, dans le département de la Loire, en France.

## Liste
| Monument                                                                   | Adresse                                                       | Coordonnées                      | Notice         | Protection     | Date      | Illustration                                                               |
| -------------------------------------------------------------------------- | ------------------------------------------------------------- | -------------------------------- | -------------- | -------------- | --------- | -------------------------------------------------------------------------- |
| Bourse du travail                                                          | 10 cours Victor-Hugo                                          | 45° 26′ 00″ nord, 4° 23′ 16″ est | « PA42000013 » | Inscrit        | 2002      | Bourse du travail                                                          |
| Centrale électrique de Manufrance                                          | 53 cours Fauriel                                              | 45° 25′ 38″ nord, 4° 24′ 13″ est | « PA42000012 » | Inscrit        | 2002      | Centrale électrique de Manufrance                                          |
| Chalet de Bizillon                                                         | 54 rue Daguerre                                               | 45° 25′ 22″ nord, 4° 23′ 29″ est | « PA00117687 » | Inscrit        | 1989      | Chalet de Bizillon                                                         |
| Ancienne chambre de commerce                                               | 36 rue de la Résistance                                       | 45° 26′ 14″ nord, 4° 23′ 11″ est | « PA42000011 » | Inscrit        | 2002      | Ancienne chambre de commerce                                               |
| Chapelle de la Charité                                                     | 40 rue Pointe-Cadet                                           | 45° 25′ 59″ nord, 4° 23′ 28″ est | « PA00117596 » | Inscrit        | 1979      | Chapelle de la Charité                                                     |
| Château de Rochetaillée                                                    | Rue du Parc                                                   | 45° 24′ 36″ nord, 4° 26′ 46″ est | « PA00117597 » | Inscrit        | 1930      | Château de Rochetaillée                                                    |
| Condition des Soies                                                        | 14 rue Élisée-Reclus                                          | 45° 26′ 24″ nord, 4° 22′ 57″ est | « PA42000015 » | Inscrit        | 2002      | Condition des Soies                                                        |
| Ancienne école des beaux-arts de Saint-Étienne (La Serre)                  | 15 rue Henri-Gonnard                                          | 45° 26′ 04″ nord, 4° 23′ 11″ est | « PA42000042 » | Inscrit        | 2013      | Ancienne école des beaux-arts de Saint-Étienne (La Serre)                  |
| Église Notre-Dame de Valbenoîte                                            | Place de l'Abbaye                                             | 45° 25′ 18″ nord, 4° 23′ 57″ est | « PA00117599 » | Inscrit        | 1949      | Église Notre-Dame de Valbenoîte                                            |
| Église Sainte-Marie                                                        | Rue Élise-Gervais 1 rue Sainte-Marie                          | 45° 26′ 19″ nord, 4° 23′ 33″ est | « PA00132819 » | Inscrit        | 1994      | Église Sainte-Marie                                                        |
| Église Saint-Ennemond                                                      | 22 avenue Beaubrun                                            | 45° 26′ 06″ nord, 4° 22′ 54″ est | « PA42000058 » | Inscrit        | 2024      | Image manquante Téléverser                                                 |
| Église Saint-François-Régis                                                | 42 rue des Alliés                                             | 45° 26′ 23″ nord, 4° 24′ 09″ est | « PA42000027 » | Inscrit        | 2008      | Église Saint-François-Régis                                                |
| Église Saint-Victor de Saint-Victor-sur-Loire                              | Saint-Victor-sur-Loire                                        | 45° 26′ 47″ nord, 4° 15′ 35″ est | « PA00117662 » | Inscrit        | 1980      | Église Saint-Victor de Saint-Victor-sur-Loire                              |
| Grand'Église                                                               | Place Boivin Rue Sainte-Catherine                             | 45° 26′ 11″ nord, 4° 23′ 08″ est | « PA00117598 » | Inscrit        | 1949      | Grand'Église                                                               |
| Hôpital de la Charité                                                      | Rue Michelet                                                  | 45° 25′ 59″ nord, 4° 23′ 31″ est | « PA42000010 » | Inscrit        | 2002      | Hôpital de la Charité                                                      |
| Hôtel Bernou de Rochetaillée                                               | 5 place du Peuple 8-10-12 rue d'Alsace-Lorraine               | 45° 26′ 13″ nord, 4° 23′ 18″ est | « PA42000031 » | Inscrit        | 2007      | Hôtel Bernou de Rochetaillée                                               |
| Hôtel des Ingénieurs                                                       | 19 rue du Grand-Moulin                                        | 45° 26′ 14″ nord, 4° 23′ 21″ est | « PA42000030 » | Inscrit        | 2007      | Hôtel des Ingénieurs                                                       |
| Hôtel Subit-Gouyon                                                         | 7 rue Richelandière Rue des Trois-Jaley                       | 45° 26′ 20″ nord, 4° 23′ 54″ est | « PA00117688 » | Inscrit        | 1989      | Hôtel Subit-Gouyon                                                         |
| Hôtel de Villeneuve                                                        | 13bis rue Gambetta 18 rue José-Frappa                         | 45° 26′ 07″ nord, 4° 23′ 20″ est | « PA00117600 » | Inscrit        | 1967      | Hôtel de Villeneuve                                                        |
| Immeuble                                                                   | 2 avenue de la Libération 2 avenue des Martyrs-de-Vingré      | 45° 26′ 12″ nord, 4° 23′ 21″ est | « PA00132820 » | Inscrit        | 1994      | Immeuble                                                                   |
| Immeuble                                                                   | 11 rue de la République                                       | 45° 26′ 20″ nord, 4° 23′ 26″ est | « PA42000014 » | Inscrit        | 2002      | Immeuble                                                                   |
| Immeuble                                                                   | 13 rue de la République                                       | 45° 26′ 20″ nord, 4° 23′ 27″ est | « PA42000016 » | Inscrit        | 2003      | Immeuble                                                                   |
| Immeuble Fontaney                                                          | 14 rue François-Gilet 9 rue Pierre-Bérard                     | 45° 26′ 16″ nord, 4° 23′ 24″ est | « PA42000029 » | Inscrit        | 2007      | Immeuble Fontaney                                                          |
| Immeuble Michoudet                                                         | 30 rue Saint-Jean 19 avenue de la Libération                  | 45° 26′ 15″ nord, 4° 23′ 26″ est | « PA42000032 » | Inscrit        | 2007      | Immeuble Michoudet                                                         |
| Immeuble Le Grand Cercle                                                   | 15 place de l'Hôtel-de-Ville Place Dorian Rue du Général-Foy  | 45° 26′ 18″ nord, 4° 23′ 16″ est | « PA00117601 » | Inscrit        | 1984      | Immeuble Le Grand Cercle                                                   |
| Immeuble de La Loire Républicaine                                          | 14, 16 place Jean-Jaurès 2 rue Robert 11 rue Rouget-de-l'Isle | 45° 26′ 31″ nord, 4° 23′ 14″ est | « PA00117700 » | Inscrit        | 1991      | Immeuble de La Loire Républicaine                                          |
| Immeuble moderne                                                           | 11 rue des Creuses                                            | 45° 25′ 57″ nord, 4° 23′ 24″ est | « PA42000017 » | Inscrit        | 2003      | Immeuble moderne                                                           |
| Immeuble Morin                                                             | 5 rue Traversière                                             | 45° 26′ 16″ nord, 4° 23′ 29″ est | « PA42000033 » | Inscrit        | 2007      | Immeuble Morin                                                             |
| Kiosque à musique de Marengo                                               | Place Jean-Jaurès                                             | 45° 26′ 30″ nord, 4° 23′ 13″ est | « PA00117602 » | Inscrit        | 1987      | Kiosque à musique de Marengo                                               |
| Maison dite « Le Mouton à cinq pattes »                                    | 4 rue du Théâtre                                              | 45° 26′ 10″ nord, 4° 23′ 09″ est | « PA00117604 » | Inscrit        | 1982      | Maison dite « Le Mouton à cinq pattes »                                    |
| Maison de François Ier                                                     | 5 place Boivin                                                | 45° 26′ 10″ nord, 4° 23′ 08″ est | « PA00117603 » | Classé         | 1998      | Maison de François Ier                                                     |
| Monument Jacquard                                                          | Place Jacquard                                                | 45° 26′ 30″ nord, 4° 22′ 55″ est | « PA42000048 » | Inscrit        | 2016      | Monument Jacquard                                                          |
| Manufacture d'armes                                                        | 18 rue Bergson                                                | 45° 27′ 01″ nord, 4° 23′ 05″ est | « PA42000025 » | Inscrit        | 2006      | Manufacture d'armes                                                        |
| Monument aux morts                                                         | Place Fourneyron                                              | 45° 26′ 22″ nord, 4° 23′ 46″ est | « PA42000051 » | Inscrit        | 2021      | Monument aux morts                                                         |
| Site minier dit "Puits Couriot", maintenant sauvegardé en Musée de la mine | Rue Calixte-Plotton                                           | 45° 26′ 19″ nord, 4° 22′ 36″ est | « PA42000039 » | Inscrit Classé | 2010 2011 | Site minier dit "Puits Couriot", maintenant sauvegardé en Musée de la mine |
| Nouvelles Galeries                                                         | 15 rue Gambetta                                               | 45° 26′ 03″ nord, 4° 23′ 19″ est | « PA42000028 » | Inscrit        | 2007      | Nouvelles Galeries                                                         |
| Palais Mimard                                                              | 5 place Anatole-France                                        | 45° 25′ 52″ nord, 4° 23′ 24″ est | « PA00117701 » | Inscrit        | 1991      | Palais Mimard                                                              |
| Temple protestant                                                          | 19, 21 rue Élisée-Reclus                                      | 45° 26′ 21″ nord, 4° 22′ 59″ est | « PA42000038 » | Inscrit        | 2010      | Temple protestant                                                          |
| Tombeau Smith                                                              | Cimetière du Crêt-de-Roc                                      | 45° 26′ 39″ nord, 4° 23′ 29″ est | « PA42000040 » | Inscrit        | 2011      | Tombeau Smith                                                              |